# Katedra Świętego Serca w Bendigo
Katedra Świętego Serca w Bendigo – kościół biskupi rzymskokatolickiej diecezji Sandhurst w Bendigo, konsekrowany w 1901 roku.
Jest to jeden z największych i drugi najwyższy kościół katolicki w Australii, po archikatedrze św. Patryka w Melbourne.

## Historia[1]
W 1855 roku ksiądz Backhaus zakupił ziemię pod budowę katedry. Diecezja Sandhurst została powołana w 1874 roku, a w 1896 roku rozpoczęto wykopaliska na fundamenty kościoła. Rok później, w 1897 roku, dwóch biskupów – Reville i Crane – poświęcili kamień węgielny. Cztery lata później, 28 września 1901 roku, biskup Reville poświęcił nawę, a następnego dnia, 29 września 1901 roku, kościół został uroczyście otwarty przez kardynała Morana z Sydney.
Prace budowlane i wydarzenia w historii katedry w latach 1901–2014
- 1906 – zainstalowanie organów
- 1908 – ukończenie "latarnich wież"
- 1934 – zakończenie budowy granitowego ogrodzenia i schodów frontowych
- 1954 – rozpoczęcie prac wykończeniowych
- 1955 – umieszczenie kamienia pamiątkowego przez kardynała Gilroya
- 1972 – zamknięcie nawy w celu położenia nowej podłogi
- 1973 – zakończenie prac wykończeniowych; rozpoczęcie budowy wieży i iglicy
- 1977 - ukończenie budowy wieży i iglicy,
- 14.05.1977 – konsekracja katedry przez biskupa Cahilla
- 15.05.1977 – uroczyste otwarcie katedry przez kardynała Freemana,
- 16.09.2001 – poświęcenie dzwonów przez kardynała Degenhardta
- 30.09.2001 – zainstalowanie dzwonów; Msza św. odprawiona przez kardynała Clancy'ego z okazji stulecia nawy głównej
- 5.04.2014 – ponowne poświęcenie nagrobków pierwszych 3 biskupów Sandhurst po przeniesieniu nagrobków z cmentarza Bendigo na obszar poza północnymi drzwiami transeptu.
- 17.10.2014 – poświęcenie pomnika Najświętszej Maryi Panny autorstwa Jenny Steiner przez arcybiskupa Paula Gallaghera
- 21.12.2014 – błogosławieństwo ikony św. Marcellina Champagnata przez biskupa Leslie Tomlinsona

## Galeria

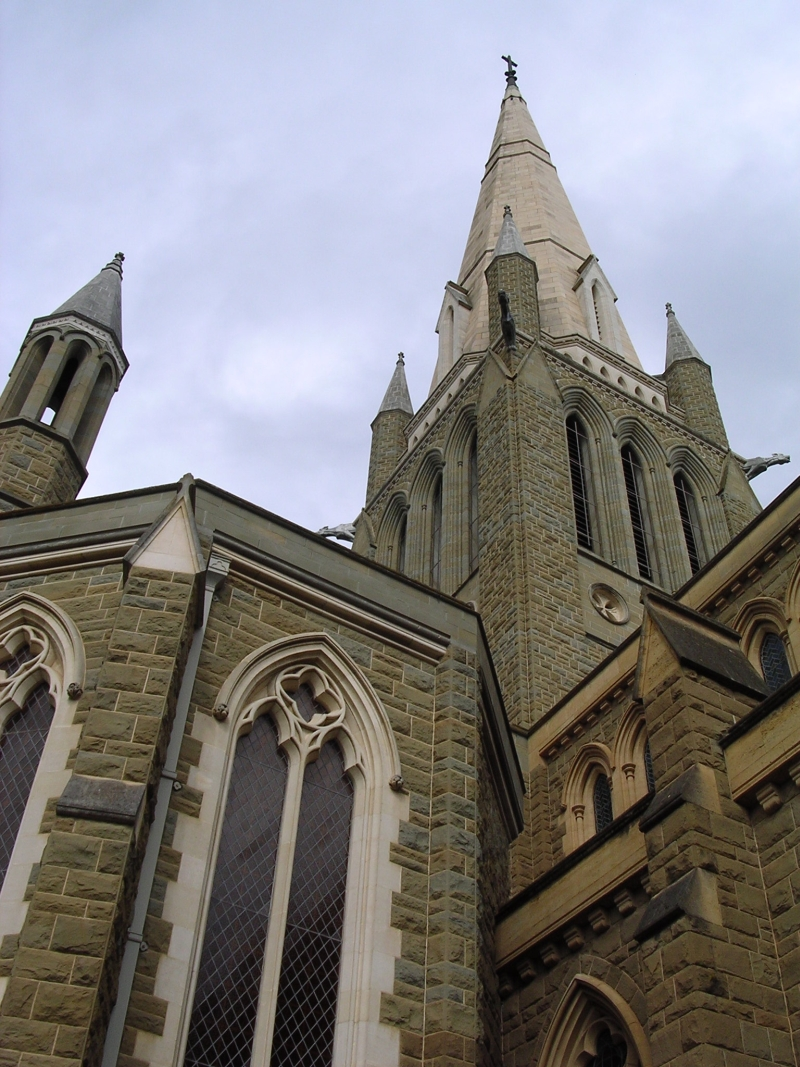
Wieża
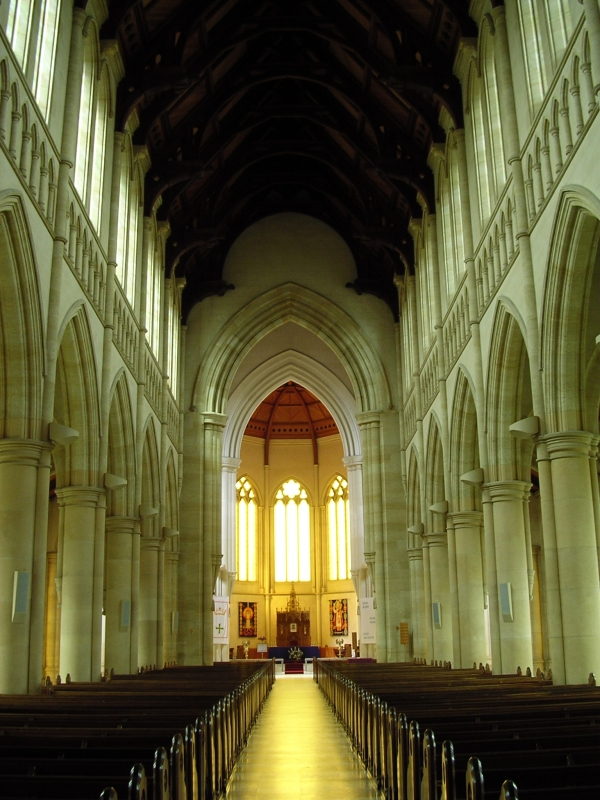
Wnętrze
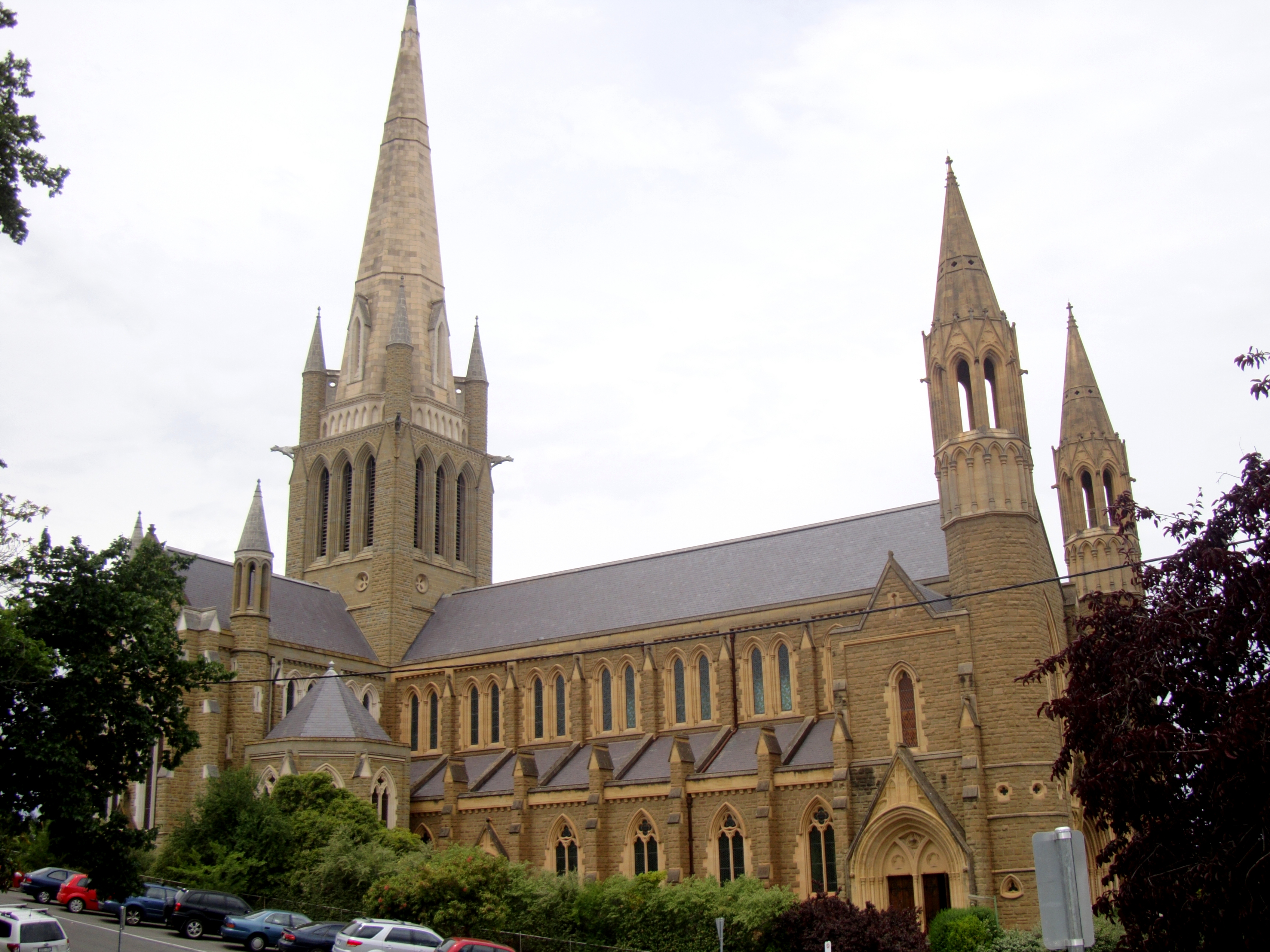
Kościół z zewnątrz